# Stygnoplus longipalpus
Stygnoplus longipalpus is een hooiwagen uit de familie Stygnidae.